# Nagyvirágú kúszókaktusz

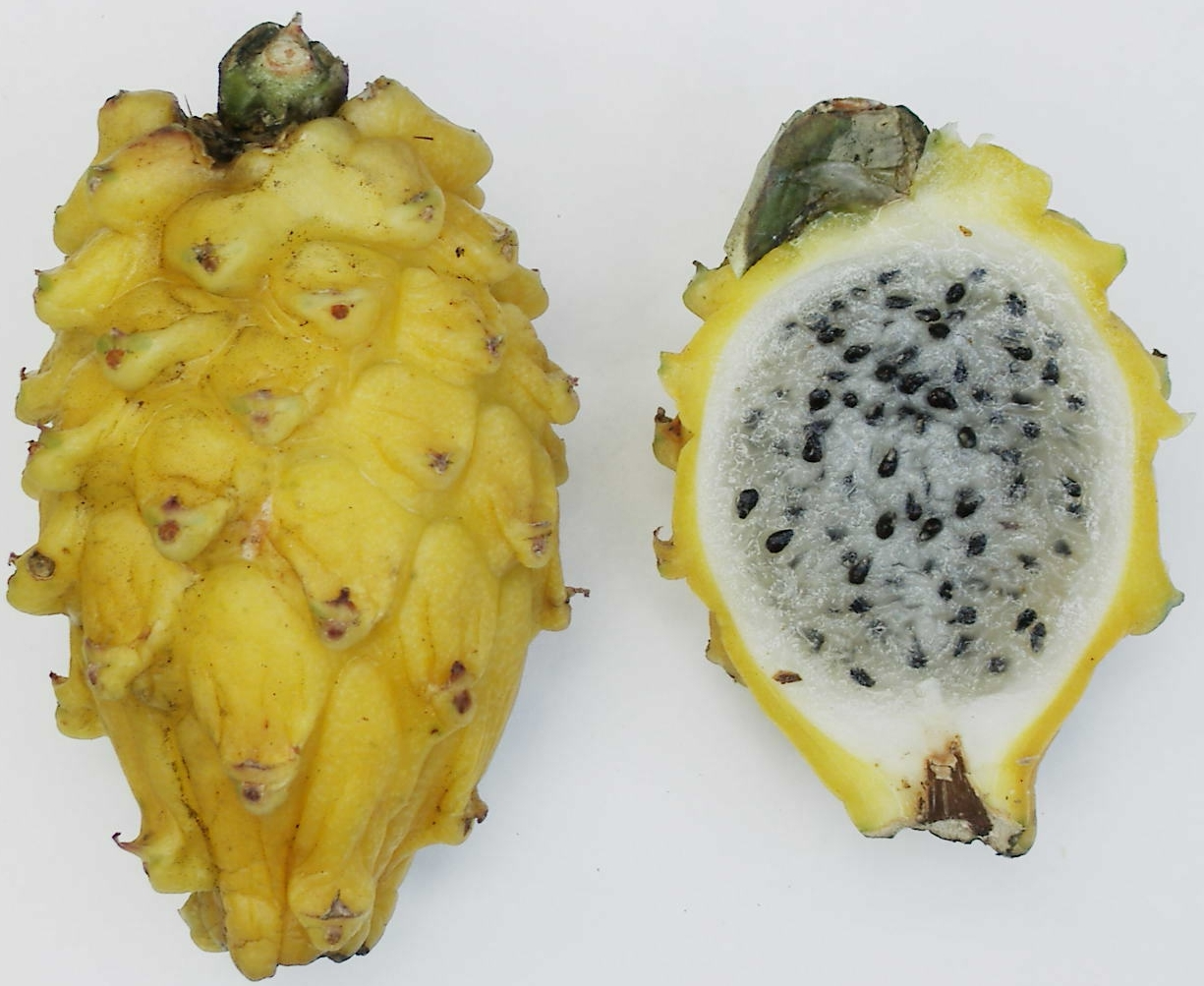
sárga pithaya

A nagyvirágú kúszókaktusz (Hylocereus megalanthus) egy széles körben elterjedt és termesztett kultúrnövény. Termése az ún. sárga pitaja. Korábban a Selenicereus nemzetségbe sorolták; egyes forrásokban ma is így szerepel.

## Származása, elterjedése
Kolumbia, Ecuador, Peru, Bolívia erdeiben él.

## Megjelenése, felépítése
Gazdagon elágazó, 4 m magasra is megnövő bokros növény. Hárombordás, hullámos szélű hajtásai 1–2 m hosszúak, 30–60 mm átmérőjűek. Areoláiban egy–három középtövis és körben serték fejlődnek. A sárgásbarna tövisek alapja széles.
Fehér virágai 300 mm hosszúak, elvirágzás után törékennyé válnak. A pericarpium és a tölcsér zöldes színű, pikkelyekkel borított. A pikkelyek tövében fehér szőrök fejlődnek areolánként 14-15 tövissel. Ehető termése 110 mm hosszú, sárga, csak kevés tövist hordoz.

## Életmódja, termőhelye
A tengerszint fölött 90–1800 m-rel fordul elő. Epifiton

## Felhasználása
Sokfelé termesztik; főleg Dél-Amerikában.

## Rokonsági viszonyai
A Selenicereus nemzetségből létrehozott Salmdyckia subgenus tagja.